# Бирофельд (аэродром)
Бирофельд — недействующий военный аэродром в Биробиджанском районе Еврейской автономной области.

## История
Село Александровка было основано в 1928 году, прибыли первые евреи-переселенцы 224 человека. В 1930 году село было переименовано в Бирофельд. 25 ноября 1940 года согласно приказу командующего ВВС Дальневосточного округа в районе села Бирофельд был сформирован 301-й истребительный авиационный полк на самолётах И-15 и И-16. Полевой аэродром был построен на юго-западной окраине села, в 40 километрах от советско-китайской границы.
В годы Великой Отечественной войны на базе полка была сформирована авиационная часть в составе 27 экипажей, во главе с бывшим командиром 1 АЭ майором Панковым. 30 ноября 1942 она убыла на западный фронт.
В период боевых действий против Японии в 1945 году 301-й иап выполнил 65 боевых вылетов на прикрытие наземных войск, разведку и свободную охоту (место дислокации 301-го иап в эти годы требует уточнения).
Известно, что после войны на аэродроме Бирофельд-Южный было три действующих взлётно-посадочных полосы:
- 10/28, 1000х75 метров, покрытие бетон (шестиугольные плиты).[1]
- 08/26, 2030х100 метров, покрытие грунт
- 05/23, 1194х90 метров, покрытие грунт

Время закрытия аэродрома Бирофельд-Южный точно неизвестно.

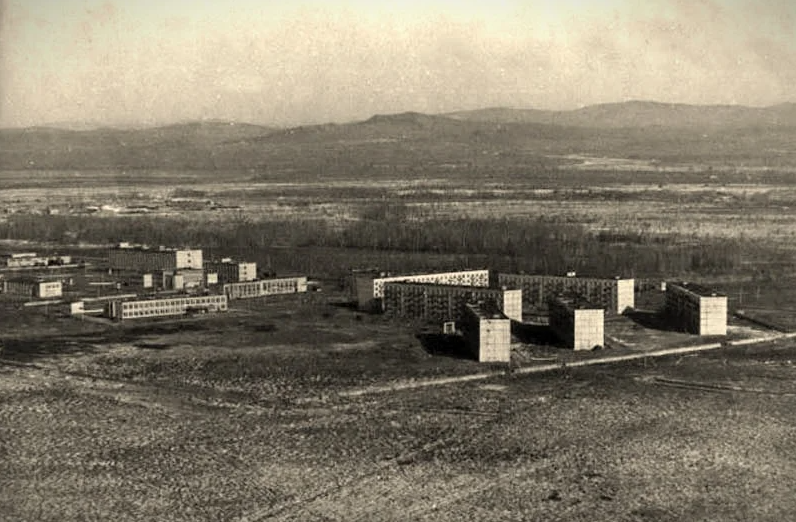
История(легенда) строительства военных городков Обор и Бирофельд на Дальнем Востоке. [https://dzen.ru/media/id/5fa17f4703f3297e23b020ce/istoriialegenda-stroitelstva-voennyh-gorodkov-obor-i-birofeld-na-dalnem-vostoke-6015653b5930a614f2dbb698

В 1976 году в трёх километрах от железнодорожной станции Бирофельд начали строить новый стационарный аэродром с бетонным покрытием. В 1982 году аэродром был сдан, и в том же году на нём был сформирован 229-й авиационный полк истребителей-бомбардировщиков, вооружённый самолётами Су-7БМ. Самолёты своим ходом перегонялись из Белоруссии с аэродрома Бобровичи. Между аэродромом и станцией был построен военный городок Бирофельд-1 из шести жилых панельных пятиэтажных домов и комплекса служебных строений. В 1985 году полк был перевооружён с Су-7 на Су-17 модификаций М, М2 и УМ. В 1990 году 229-й авиационный полк истребителей-бомбардировщиков был расформирован.
В 1983 году на аэродром Бирофельд перелетела для постоянного базирования отдельная вертолётная эскадрилья (в/ч 22662).
В 1990 году с аэродрома Налайх (Монголия, юго-восточная окраина г. Улан-Батор) на аэродром Бирофельд выведен 68-й отдельный боевой вертолётный полк (в/ч 07132). Отдельная вертолётная эскадрилья на аэродроме Бирофельд расформирована в 1989 году, техника и люди перешли в 68-й ОБВП. В 1994 году полк расформирован, аэродром выведен из эксплуатации.
Для поддержания жизнедеятельности была оставлена авиационная комендатура до 1998 года.
В военном городке, по состоянию до 2014 года включительно, проживало несколько семей бывших военнослужащих, которые сами поддерживали свой последний частично жилой пятиэтажный дом (ДОС № 3) и обеспечивали своими силами работу котельной. В августе 2014 года последние из жильцов бывшего гарнизона Бирофельд-1 были расселены.

## Современное состояние
К 2015 году бетонные плиты аэродромного покрытия с аэродрома и военного городка вывезены, бывший военный объект и жилая зона полностью заброшены и разрушены.
2024 год - ЛЭП все так же под напряжением и гудит подстанция , хотя столбы уже кренятся к земле

## Данные аэродрома
- Индекс ЬХХБ / XHHB
- Позывной (подход 124,0 МГц) «Горняк»
- Полоса 05/23
- Длина 2500, ширина 42 метра
- Курс магнитный 053°/233°
- Курс истинный 041°/221°
- Порог 1 N48.45245° E132.64707°
- Порог 2 N48.46935° E132.66938°
- Покрытие твёрдое (бетон)
- Освещение — нет
- Состояние — заброшен

## Авиационные происшествия
- 19 июня 1985 года. Самолёт Ан-12, экипаж майора А. Романенко, 257-й отдельный смешанный авиационный полк (Хабаровск). Задание на полёт: перевозка руководящего состава 43-го армейского корпуса (92 человека) после выездного военного совета округа с аэродрома Возжаевка на аэродром Бирофельд. Непосредственно перед аэродромом посадки самолёт попал в плотную кучевую облачность, уклониться от которой (вправо) экипаж не мог, ввиду нахождения вблизи государственной границы с КНР. При полёте сквозь облака градом побило маслорадиаторы двигателей, началась утечка моторного масла. Экипаж по давлению масла последовательно выключал двигатели, последний из оставшихся двигатель был выключен непосредственно перед аэродромом. Не долетев до полосы 5 км, самолёт был посажен на болото с убранным шасси (на «брюхо»). Из людей не пострадал никто. Через полгода этот экипаж погиб (с другим командиром экипажа) при выполнении взлёта на аэродроме Буревестник (Курилы).